# JLS (album)
JLS è il primo album in studio della boy band britannica JLS, pubblicato il 9 novembre 2009 dalla Epic.
Hha debuttato alla prima posizione della Official Singles Chart il 15 novembre, conquistando la stessa posizione anche in Irlanda.

## Tracce
1. Beat Again – 3:19
2. Everybody in Love – 3:16
3. Keep You – 3:01
4. Crazy for You – 3:37
5. Heal This Heartbreak – 3:45
6. Close to You – 3:51
7. Only Tonight – 3:39
8. One Shot – 3:48
9. Private – 3:14
10. Don't Go – 2:53
11. Only Making Love – 3:47
12. Kickstart – 3:11
13. Tightrope – 3:26

## Classifiche
| Classifica (2009) | Posizione massima |
| ----------------- | ----------------- |
| Irlanda           | 1                 |
| Regno Unito       | 1                 |
| Regno Unito (R&B) | 1                 |